# Aeroportul Tiaret - Abdelhafid Boussouf Bou Chekif
Aeroportul Tiaret - Abdelhafid Boussouf Bou Chekif (IATA: TID, ICAO: DAOB) este un aeroport din Algeria ce deservește zona Tiaret. A fost numit după Abdelhafid Boussouf⁠(d).
Situat la o altitudine de 989 m, aeroportul dispune de o singură pistă.